# Glacier Blanc
Pour l’article homonyme, voir Glacier Blanc (aiguilles Rouges).
Le glacier Blanc est un glacier alpin, situé dans le département des Hautes-Alpes. C’est le plus grand glacier du massif des Écrins avec ses cinq kilomètres de longueur, et ses 7 km2 de superficie.

## Localisation

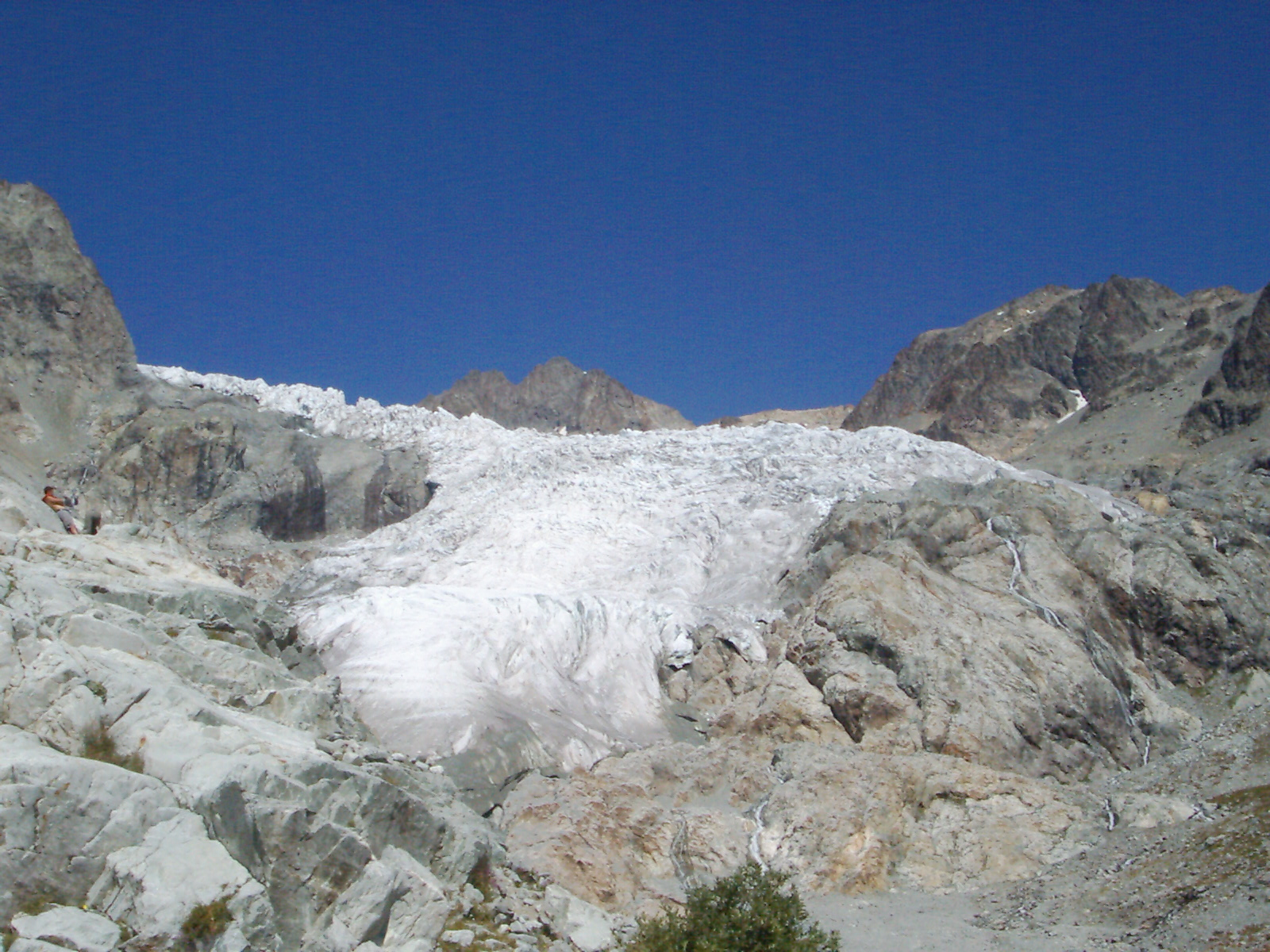
Le front du glacier en août 2004.

Le glacier Blanc se trouve dans le parc national des Écrins, au nord de la commune de Pelvoux. Il débute vers 4 000 mètres d'altitude, sous le sommet de la barre des Écrins (4 102 m), pour finir sa course à 2 300 mètres d'altitude près du refuge du Glacier Blanc. Il donne accès à de nombreux sommets connus : dôme de Neige des Écrins, barre des Écrins, roche Faurio, pic de Neige Cordier et la montagne des Agneaux.
Le front du glacier s'atteint facilement par un chemin qui démarre au pré de Madame Carle. Le refuge du glacier Blanc permet de passer une nuit au pied du glacier.

## Caractéristiques

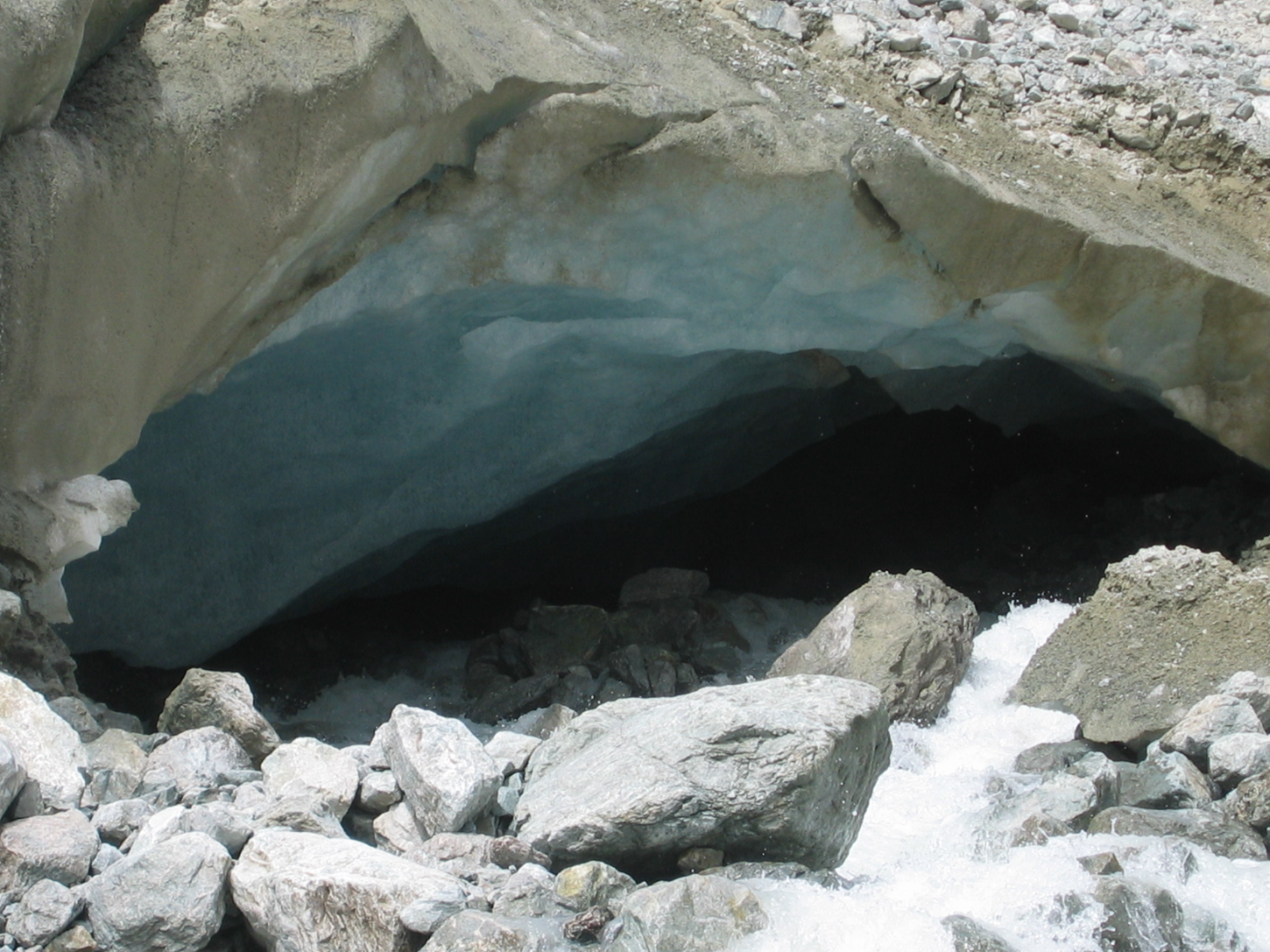
Le torrent du glacier à sa sortie sous le front.

Ce glacier qui descend du versant nord de la Barre des Écrins, d'une longueur de 5 kilomètres, a une forme concave et arquée, et son front est orienté vers le sud. Sa largeur, relativement constante, est comprise entre 800 et 1 000 mètres sur l'ensemble du glacier, et s'élève à 1 500 mètres dans le bassin supérieur, en prenant en compte des petits glaciers qui l'entourent. Son épaisseur est d'environ 200 mètres au niveau du bassin supérieur. Sa surface quant à elle a dû passer en dessous des 7 km2 à la suite du recul des dernières années.
Du fait qu'il est peu encaissé dans son environnement montagneux, seule une légère superficie de roches surplombe le glacier Blanc. Ceci engendre l'absence presque totale de moraine sur la surface du glacier, qui possède donc une surface blanche immaculée de pierres, et explique l'origine de son qualificatif « Blanc ».
La vitesse d'écoulement de ce glacier n'est pas régulière à tous ses niveaux : à la sortie de son bassin d'alimentation elle est de 350 mètres par an, alors qu'au niveau de la langue elle n'est plus que de 50 mètres par an.
La confluence du torrent émissaire du glacier Blanc et de celui du glacier Noir avoisinant forme le torrent de Saint-Pierre.

## Ascension
Le sentier pour le glacier démarre à 1 870 mètres d'altitude au pré de Madame Carle. Après environ 700 m de dénivelé on parvient au front du glacier Blanc et au refuge du Glacier Blanc à 2 500 m d'altitude. À partir du refuge, un sentier de haute montagne sur la moraine du glacier permet d'accéder à de nombreux sommets tels la Barre des Écrins entre autres, et au dôme de neige des Écrins, le bassin supérieur d'alimentation du glacier. On peut également accéder au refuge des Écrins à 3 170 m d'altitude situé sur un contrefort de Roche Faurio.

## Histoire et recul

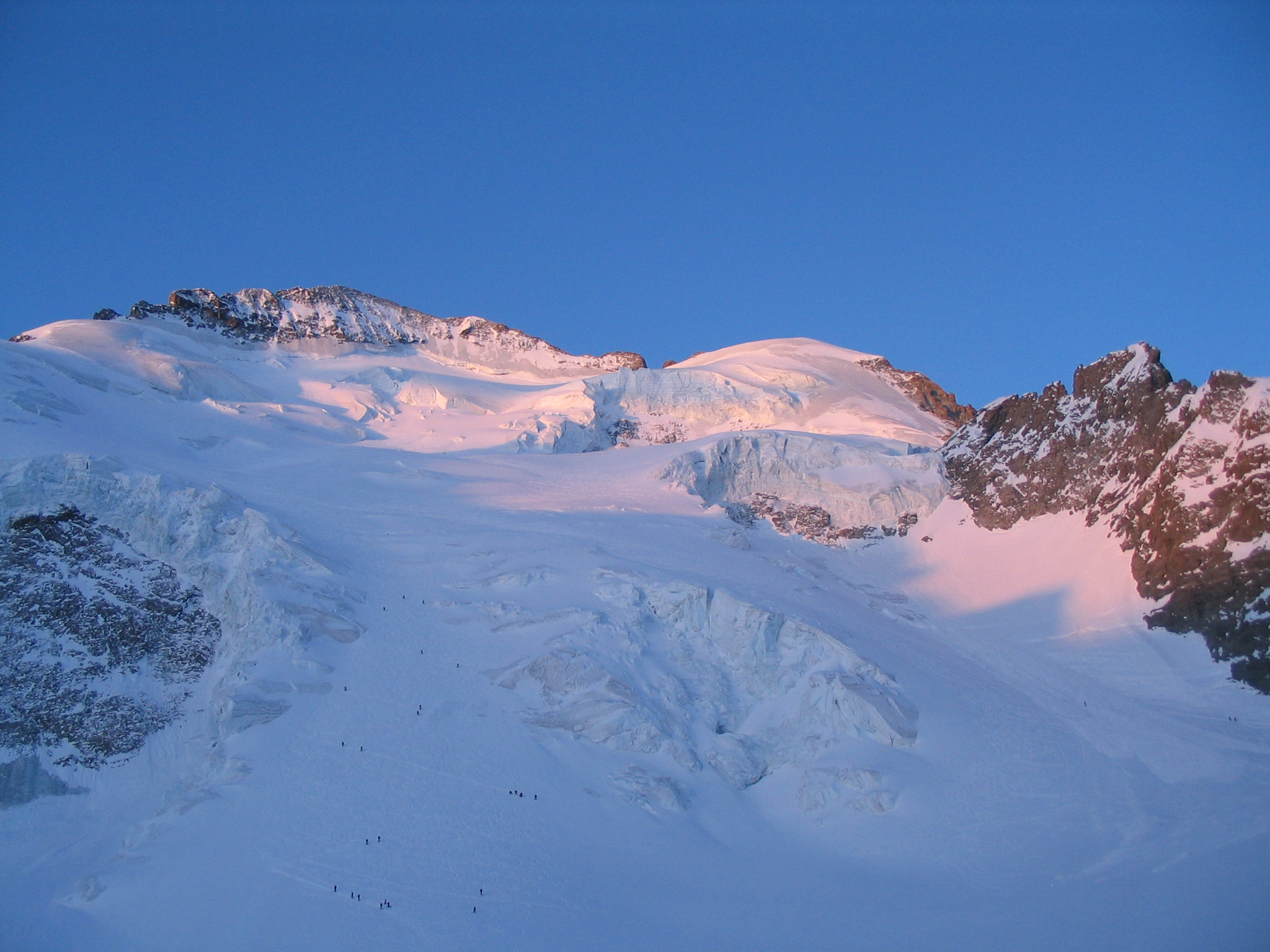
Le bassin supérieur du glacier Blanc, le dôme des Écrins.

Au XIXe siècle le glacier Blanc et le glacier Noir ne formaient qu'un seul et même glacier à deux branches. Depuis lors ce glacier a commencé lentement à reculer et à se séparer en deux glaciers distincts.
Depuis les deux dernières décennies, la longueur du glacier décroît de plus en plus rapidement, et elle est aujourd'hui de l'ordre de cinq kilomètres. Son front a reculé de 210 mètres entre 1989 et 1999, puis à nouveau de 300 mètres entre 2000 et 2006. Mais en contrepartie il y a eu une accumulation importante dans son bassin supérieur.
Entre 2002 et 2007, le bilan de masse annuel du glacier Blanc a toujours été déficitaire. Pour l'année 2007 son déficit s’établissait à −0,44 m d’équivalence en eau, avec une ablation correspondant à 1,65 m d’équivalence en eau. Surtout après la faible accumulation hivernale, qui était de 2,96 m de neige pour 1,21 m d’équivalence en eau, alors que la moyenne était alors de 1,57 m. Mais c’est meilleur que la moyenne des 8 années précédentes (−0,60 m) et surtout mieux que les années 2006 avec −0,80 m ; 2005 avec −1,30 m, et −2,10 m avec la canicule de 2003. Le glacier a bénéficié en 2007 de la fraîcheur passagère de l’été et même de quelques chutes de neige qui ont ralenti la fonte de la glace.
Depuis l'automne 2007, l'apparition d'une grotte dans la glace sur un replat au-dessus du front et de deux crevasses transversales, provoque une menace de fracture et de séparation de la partie inférieure de la langue, qui disparaîtrait rapidement, et provoquerait ainsi le recul du front à plus de 2 700 mètres d'altitude.
En 2008, le bilan de masse du glacier Blanc a été positif, avec +0,21 m d'équivalence en eau. L'accumulation a été de 1,88 m d'équivalence en eau, pour une ablation de 1,67 m.
Une étude menée par l'Institut national de recherche pour l'agriculture, l'alimentation et l'environnement montre que, de 2014 à 2019, le glacier a perdu une quarantaine d’hectares de superficie et a reculé d'environ 300 mètres. Lors de l'hiver 2021-2022, les réserves de neige emmagasinées par le glacier sont très faibles : environ 45 % de moins que la moyenne habituelle observée depuis plus de 20 ans, selon les chiffres relevés par ce même institut.

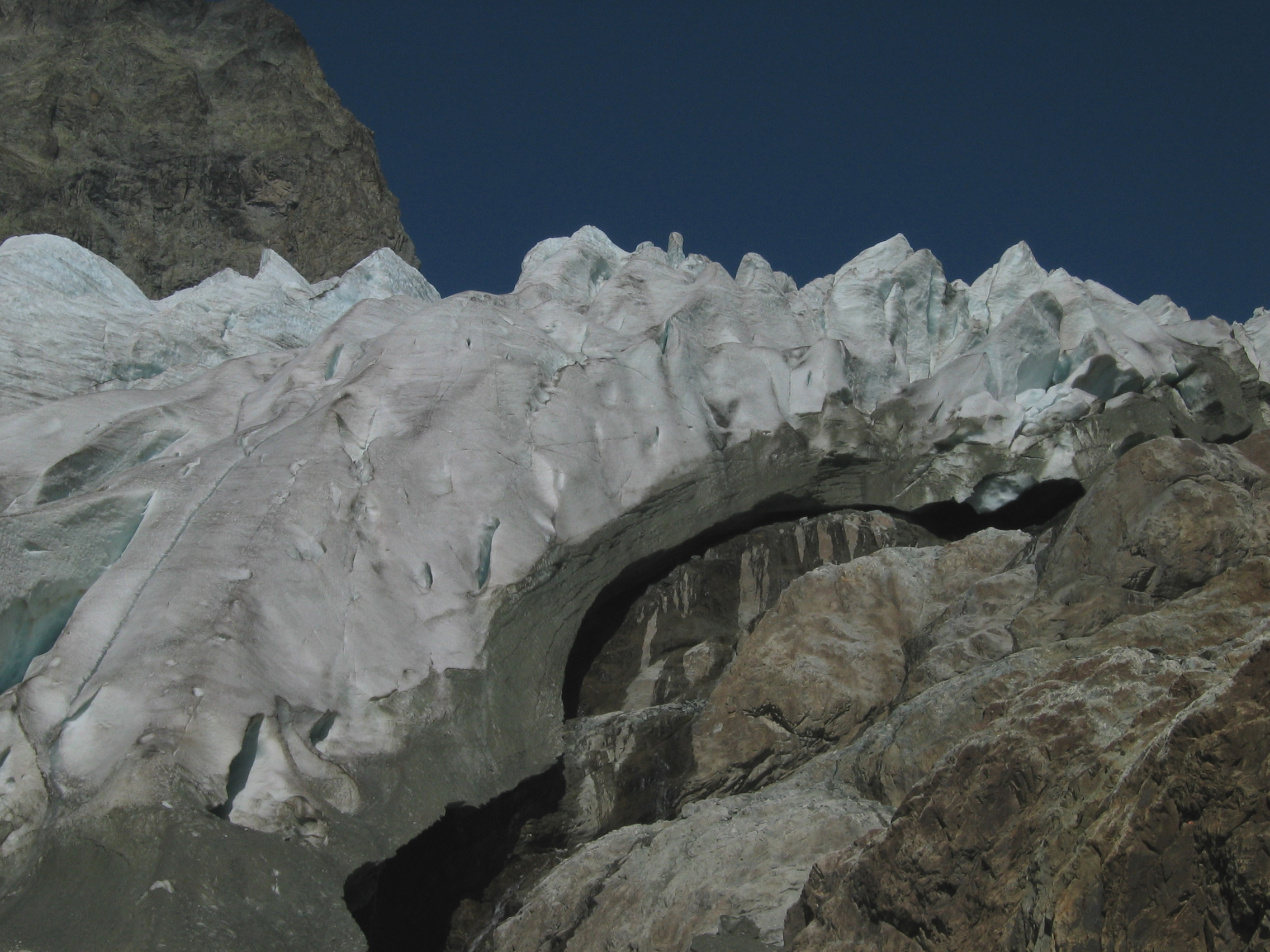
Séracs et front du glacier en 2005.
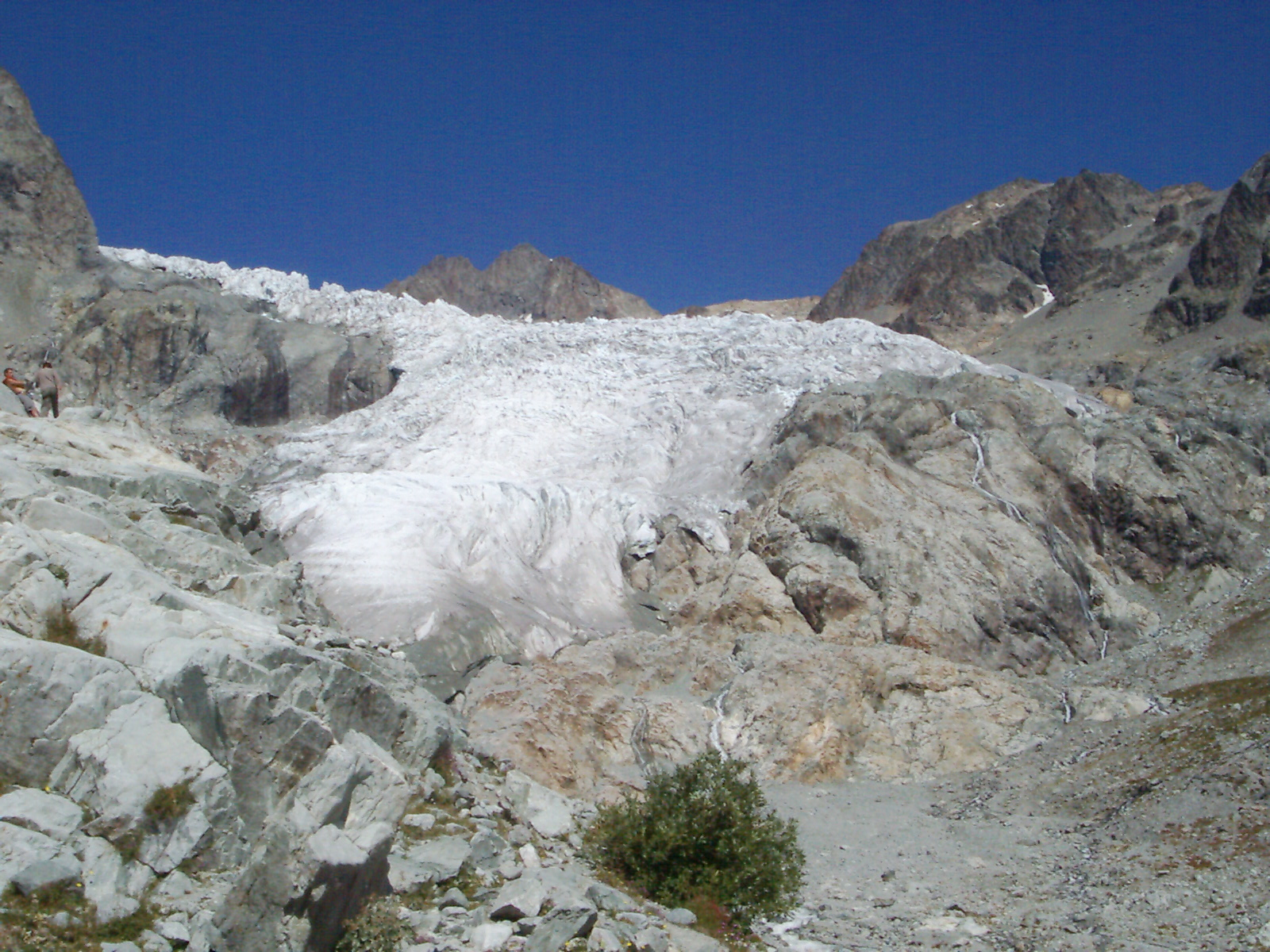
Langue du glacier en 2004.
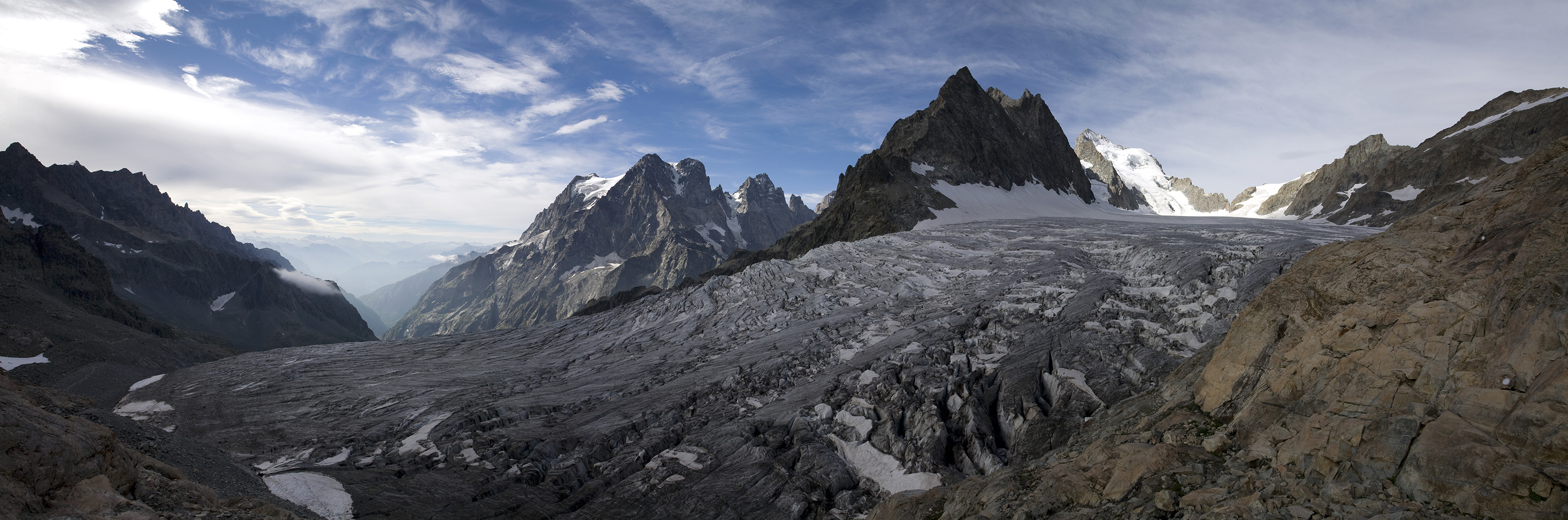
Vue panoramique du glacier en 2010.